# Tina Menz
Tina Rothämel, geborene Tina Eggert, ab 2005 Tina Menz (* 24. August 1988 in Berlin), ist eine ehemalige deutsche Basketballnationalspielerin.

## Karriere
Tina Menz startete 2001 ihre Karriere beim SV Halle in der Jugend und wurde mit dem SV Halle Deutscher Meister und Vizemeister. Sie war entgegen anders lautenden Aussagen nie Spielerin im Damenteam der Halle Lions. 2003 wechselte sie nach Jena und besuchte das dortige Sportgymnasium. In Jena spielte sie zusammen mit ihrer Mutter und ihrer Schwester in der dortigen Zweitligamannschaft. Erstligaerfahrung sammelte sie in ihrer letzten Saison mit Jena (2007/08) beim Erstligisten ChemCats Chemnitz, bei dem sie mit einer Doppellizenz spielte.
Nach dem Abitur wechselte sie 2008 zu den Eisvögeln nach Freiburg, wo sie an der Angell Akademie Eventmanagement studierte. Zwei Jahre später verließ sie Deutschland gen England und erzielte ihre Punkte für den englischen Erstligisten Leeds Carnegie. Mit Leeds Carnegie gewann sie die Studentmeisterschaften 2011 und wurde als MVP (wertvollste Spielerin) ausgezeichnet. Am 15. Juli 2010 hatte sie ihren ersten Einsatz in der A-Nationalmannschaft im Spiel gegen die Türkei.
2011 verließ sie England und heuerte beim deutschen Erstligisten BC Marburg an. Seit 2011 wurde sie in der Nationalmannschaft als Starting-Pointguard eingesetzt. In diesem Jahr gelang ihr mit der Nationalmannschaft die Qualifikation für die Europameisterschaften der Damen in Kattowitz. Im Finale einer Hoffnungsrunde mit zwei Viererstaffeln konnten sich die deutschen Damen damals im Modus best of two überraschend gegen Ungarn durchsetzen. Seit 2013 war Tina Menz Kapitän der Damen-Nationalmannschaft. Nach der zweiten Saison mit BC Marburg 2012/13 kehrte Tina Menz in ihre Heimatstadt Jena zurück und spielte seitdem wieder bei den ChemCats Chemnitz.
Nach der Saison 2014/15 verkündete sie zunächst ihren Rücktritt vom aktiven Basketball und spielte auch nicht mehr für die Nationalmannschaft. Als sich die Chemcats in der Saison 2015/16 in akuter Abstiegsnot befanden, kehrte Tina Menz noch einmal aufs Parkett zurück. Nachdem Chemnitz nur eins von neun Spielen gewonnen hatte, gelang gleich im ersten Spiel mit Tina Menz der zweite Sieg gegen Osnabrück (14. November 2015, 94-83). Die ChemCats beendeten die Saison auf dem 10. Platz und schafften den Klassenerhalt auch dank der sehr guten Leistungen von Tina Menz. Anschließend beendete sie ihre aktive Laufbahn erneut. Bereits während ihrer letzten beiden Spieljahre bei den Chemcats arbeitete Tina Rothämel hauptberuflich als Eventmanagerin in der Messe Chemnitz und ist dort als Projektleiterin tätig.
Seit Dezember 2021 trainiert Tina Menz bei den USV Vimodrom Baskets Jena und spielt für das Jenaer Damenteam in der 2. DBBL Nord.

## Privates
Die Aufbauspielerin ist die Tochter von Birgit Menz, die als Birgit Blauert (ab 1992 Eggert) nahezu 100 Länderspiele für Deutschland, sowohl in der Basketballnationalmannschaft der DDR als auch in der der Bundesrepublik Deutschland, absolvierte. Seit Juni 2016 ist Tina Menz mit dem Basketballtrainer Torsten Rothämel verheiratet.